# Olimpiadi degli scacchi del 1964
Le Olimpiadi degli scacchi del 1964 si tennero a Tel Aviv, in Israele, dal 2 al 25 novembre. Furono la sedicesima edizione ufficiale (organizzata dalla FIDE) della competizione, e comprendevano un unico torneo open.

## Torneo
Al torneo, il primo ad essere disputato in Asia, parteciparono 294 giocatori (di cui 71 con il titolo di Grande maestro o di Maestro Internazionale) di 50 nazioni diverse, per la prima volta rappresentanti tutti i cinque continenti; fu la prima partecipazione dell'Australia. Ogni squadra poteva portare sei giocatori, di cui due riserve.
Le squadre furono divise in sette gruppi; le prime classificate di ognuno parteciparono alla finale A, mentre le altre furono divise secondo il piazzamento in altre tre finali, l'ultima delle quali con sole otto squadre.

### Prima fase
Nella tabella seguente sono elencati i gruppi in cui vennero divise le squadre. In grassetto e corsivo sono evidenziate le qualificate alla finale A, in solo grassetto le qualificate alla finale B e in solo corsivo le qualificate alla finale C.
| Gruppo 1 | Cile        | Filippine      | Sudafrica | Spagna       | Svizzera       | Unione Sovietica | Venezuela   |                 |
| Gruppo 2 | Austria     | Bolivia        | India     | Jugoslavia   | Messico        | Mongolia         | Paesi Bassi |                 |
| Gruppo 3 | Francia     | Irlanda        | Israele   | Lussemburgo  | Scozia         | Svezia           | Ungheria    |                 |
| Gruppo 4 | Inghilterra | Iran           | Norvegia  | Polonia      | Portogallo     | Stati Uniti      | Turchia     |                 |
| Gruppo 5 | Australia   | Cecoslovacchia | Colombia  | Cuba         | Paraguay       | Porto Rico       | Romania     |                 |
| Gruppo 6 | Argentina   | Canada         | Ecuador   | Germania Est | Islanda        | Monaco           | Uruguay     |                 |
| Gruppo 7 | Bulgaria    | Cipro          | Danimarca | Finlandia    | Germania Ovest | Grecia           | Perù        | Rep. Dominicana |

Nei primi due gruppi non ci fu molta competizione per l'accesso alla finale A: nel primo gruppo la Spagna si assicurò il passaggio battendo la Svizzera e l'Unione Sovietica riuscì ad ottenere bene 23,5 punti sui 24 possibili, mentre nel secondo girone l'Austria perse le speranze dopo aver perso pesantemente sia con la Jugoslavia che con i Paesi Bassi. Israele si qualificò nel terzo gruppo a spese della Svezia battendola all'ultimo turno, mentre nel girone 4 la Polonia guadagnò l'accesso a spese dell'Inghilterra.
L'unica battaglia nel quinto gruppo fu quella tra Colombia e Paraguay per l'accesso alla finale B, ottenuto da questi ultimi; la Germania Est non riuscì a qualificarsi nel sesto gruppo dopo aver perso con i suoi due rivali diretti, mentre nell'ultimo girone Bulgaria e Germania Ovest passarono facilmente.

### Seconda fase
La seconda fase cominciò il 10 novembre. L'Unione Sovietica cominciò subito bene, ma vide ridursi il suo vantaggio quando perse 3-1 contro la Germania Ovest al quinto turno. Dopo aver battuto gli Stati Uniti per 4-0, tuttavia, il loro vantaggio aumentò ad un margine di sicurezza, portandoli a vincere un'altra medaglia d'oro. Al secondo posto si alternarono diverse squadre; alla Romania dei primi turni si sostituirono Cecoslovacchia e Stati Uniti, e in seguito la Jugoslavia, che, favorita nel finale da avversari più morbidi, vinse infine l'argento. Per il bronzo si affrontarono all'ultimo turno Ungheria e Germania Ovest: quest'ultima, pur perdendo 2,5-1,5 riuscì a conservare la terza posizione.

### Risultati assoluti
| Pos.     | Squadra          | Scacchiere                 | Scacchiere           | Scacchiere              | Scacchiere         | Scacchiere          | Scacchiere         | Punti    |
| Pos.     | Squadra          | Prima                      | Seconda              | Terza                   | Quarta             | Quinta (1ª riserva) | Sesta (2ª riserva) | Punti    |
| Finale A | Finale A         | Finale A                   | Finale A             | Finale A                | Finale A           | Finale A            | Finale A           | Finale A |
| -------- | ---------------- | -------------------------- | -------------------- | ----------------------- | ------------------ | ------------------- | ------------------ | -------- |
|          | Unione Sovietica | GM Tigran Petrosyan        | GM Michail Botvinnik | GM Vasilij Smyslov      | GM Paul Keres      | GM Leonid Štejn     | GM Boris Spasskij  | 36,5     |
|          | Jugoslavia       | GM Svetozar Gligorić       | GM Borislav Ivkov    | GM Aleksandar Matanović | GM Bruno Parma     | GM Mijo Udovčić     | MI Milan Matulović | 32       |
|          | Germania Ovest   | GM Wolfgang Unzicker       | GM Klaus Darga       | GM Lothar Schmidt       | Helmut Pfleger     | Dieter Mohrlock     | Wolfram Bialas     | 30,5     |
| 4        | Ungheria         | GM Lajos Portisch          | GM László Szabó      | GM István Bilek         | GM Levente Lengyel | MI Győző Forintos   | MI János Flesch    | 30       |
| 5        | Cecoslovacchia   | GM Luděk Pachman           | GM Miroslav Filip    | MI Vlastimir Hort       | Lubomir Kaválek    | Vlastimil Jansa     | František Blatný   | 28,5     |
| 6        | Stati Uniti      | GM Samuel Reshevsky        | GM Pál Benkő         | Anthony Saidi           | GM Arthur Bisguier | MI Donald Byrne     | William Addison    | 27,5     |
| 7        | Bulgaria         | GM Nikola Pădevski         | GM Georgi Tringov    | GM Milko Bobocov        | Ljuben Popov       | MI Zdravko Milev    | Nikola Spiridonov  | 27       |
| 8        | Romania          | MI Theodor Ghiţescu        | MI Florin Gheorghiu  | MI Victor Ciocâltea     | Corvin Radovici    | Gheorghe Mititelu   | Constantin Botez   | 27       |
| Finale B |                  |                            |                      |                         |                    |                     |                    |          |
| 15       | Germania Est     | GM Wolfgang Uhlmann        | MI Burkhard Malick   | Heinz Liebert           | MI Reinhart Fuchs  | Werner Golz         | Günther Möhring    | 38,5     |
| 16       | Svezia           | GM Gideon Ståhlberg        | Martin Johansson     | Kristian Sköld          | Zandor Nilsson     | Börje Jansson       | Anton Frihd        | 32       |
| 17       | Danimarca        | MI Borge Andersen          | Bent Kølvig          | Bjørn Brinck-Claussen   | Kaj Blom           | Ole Jakobsen        | Sigfred From       | 31,5     |
| Finale C |                  |                            |                      |                         |                    |                     |                    |          |
| 29       | Islanda          | Björn Þorsteinsson         | Trausti Björnsson    | Jónas Þorvaldsson       | Jón Kristinsson    | Magnús Sólmundarson | Bragi Kristjánsson | 37,5     |
| 30       | Svizzera         | MI Josef Kupper            | MI Maximilian Blau   | MI Edwin Bhend          | Edgard Walther     | Rolf Roth           | Rino Castagna      | 36,5     |
| 31       | Colombia         | MI Miguel Cuéllar Gacharna | Juan Minaya Molano   | Carlos Enrique Cuartas  | H. Tejada          | Bernardo Fernández  | José Rodríguez     | 35       |
| Finale D |                  |                            |                      |                         |                    |                     |                    |          |
| 43       | Australia        | Gregory Simon Koshnitsky   | John Hanks           | William Geus            | Maxwell Fuller     | Trevor Hay          | Phillip Viner      | 22,5     |
| 44       | Sudafrica        | Kurt Dreyer                | Kenneth Kirby        | Simon Rubinstein        | David Friedgood    | Jack Wolpert        | David Isaacson     | 18       |
| 45       | Bolivia          | Percy Ramírez              | Hernan Salazar       | Juan Zegada             | Juan Carvajal      |                     |                    | 15,5     |

### Risultati individuali
Furono assegnate medaglie ai giocatori di ogni scacchiera con le tre migliori percentuali di punti per partita.
|                                | Giocatore               | Punti            | Partite          | %                |
| Prima scacchiera               | Prima scacchiera        | Prima scacchiera | Prima scacchiera | Prima scacchiera |
| ------------------------------ | ----------------------- | ---------------- | ---------------- | ---------------- |
|                                | Wolfgang Uhlmann        | 15               | 18               | 83,3             |
|                                | Miguel Cuéllar Gacharna | 14               | 18               | 77,8             |
|                                | Lajos Portisch          | 12               | 16               | 75,0             |
| Seconda scacchiera             |                         |                  |                  |                  |
|                                | Tudev Ujtumen           | 13,5             | 17               | 79,4             |
|                                | Heikki Westerinen       | 13               | 17               | 76,5             |
|                                | Michail Botvinnik       | 9                | 12               | 75,0             |
| Terza scacchiera               |                         |                  |                  |                  |
|                                | Vasilij Smyslov         | 11               | 13               | 84,6             |
|                                | Pablo Vergara           | 10,5             | 15               | 70,0             |
|                                | Aatos Fred              | 11               | 16               | 68,8             |
|                                | Milko Bobocov           | 11               | 16               | 68,8             |
| Quarta scacchiera              |                         |                  |                  |                  |
|                                | Paul Keres              | 10               | 12               | 83,3             |
|                                | David Friedgood         | 10               | 12               | 83,3             |
|                                | Helmut Pfleger          | 10               | 12               | 83,3             |
| Quinta scacchiera (1ª riserva) |                         |                  |                  |                  |
|                                | Leonid Štejn            | 10               | 13               | 76,9             |
|                                | Zdravko Milev           | 11,5             | 16               | 71,9             |
|                                | Owen Hindle             | 11               | 16               | 68,8             |
| Sesta scacchiera (2ª riserva)  |                         |                  |                  |                  |
|                                | Milan Matulović         | 11               | 13               | 84,6             |
|                                | Günther Möhring         | 11               | 13               | 84,6             |
|                                | Boris Spasskij          | 10,5             | 13               | 80,8             |

#### Medaglie individuali per nazione
| Nazione          |   |   |   | Totali |
| ---------------- | - | - | - | ------ |
| Unione Sovietica | 3 | 0 | 2 | 5      |
| Germania Est     | 2 | 0 | 0 | 0      |
| Sudafrica        | 1 | 0 | 0 | 1      |
| Germania Ovest   | 1 | 0 | 0 | 1      |
| Mongolia         | 1 | 0 | 0 | 1      |
| Jugoslavia       | 1 | 0 | 0 | 1      |
| Finlandia        | 0 | 1 | 1 | 2      |
| Bulgaria         | 0 | 1 | 1 | 2      |
| Colombia         | 0 | 1 | 0 | 1      |
| Cile             | 0 | 1 | 0 | 1      |
| Ungheria         | 0 | 0 | 1 | 1      |
| Inghilterra      | 0 | 0 | 1 | 1      |